# Xã Clam Lake, Michigan
Xã Clam Lake (tiếng Anh: Clam Lake Township) là một xã thuộc quận Wexford, tiểu bang Michigan, Hoa Kỳ. Năm 2010, dân số của xã này là 2.467 người.